# Erzbistum Kumasi
Das Erzbistum Kumasi (lateinisch Archidioecesis Kumasiensis, englisch Archdiocese of Kumasi) ist eine in Ghana gelegene römisch-katholische Erzdiözese mit Sitz in Kumasi. Es umfasst einige westliche Bezirke der Region Ashanti.

## Geschichte
Papst Pius XI. gründete das Apostolische Vikariat Kumasi mit dem Breve Cum diffusis am 2. Februar 1932 aus Gebietsabtretungen des Apostolischen Vikariates Goldküste. Am 18. April 1950 wurde es in den Rang eines Bistums erhoben und es wurde dem Erzbistum Cape Coast als Suffragandiözese unterstellt.
Mit der Bulle Ad totius dominici wurde es am 22. Dezember 2001 in den Rang eines Metropolitanerzbistums erhoben.
Teile seines Territoriums verlor es zugunsten der Errichtung folgender Bistümer:
- 1. März 1973 an das Bistum Sunyani;
- 3. März 1995 an das Bistum Konongo-Mampong;
- 3. März 1995 an das Bistum Obuasi.

Der Sitz des Erzbischofs vom Kumasi ist die Kathedralbasilika St. Peter in Kumasi.

## Ordinarien

### Apostolischer Vikar von Kumasi
- Hubert Joseph Paulissen SMA, 29. November 1932–18. April 1950

### Bischöfe von Kumasi
- Hubert Joseph Paulissen SMA, 18. April 1950–15. November 1951
- André van den Bronk SMA, 15. Mai 1952–13. Februar 1962, dann Apostolischer Präfekt von Parakou
- Joseph Amihere Essuah, 24. Februar 1962–20. November 1969, dann Bischof von Sekondi-Takoradi
- Peter Kwasi Sarpong, 20. November 1969–17. Januar 2002

### Erzbischöfe von Kumasi
- Peter Kwasi Sarpong, 17. Januar 2002–26. März 2008
- Thomas Kwaku Mensah, 26. März 2008–15. Mai 2012
- Gabriel Justice Yaw Anokye, seit 15. Mai 2012

## Statistik
| Jahr | Bevölkerung | Bevölkerung | Bevölkerung | Priester   | Priester           | Priester         | Priester               | Ständige Diakone | Ordensleute | Ordensleute | Pfarreien |
| Jahr | Katholiken  | Einwohner   | %           | Gesamtzahl | Diözesan- priester | Ordens- priester | Katholiken je Priester | Ständige Diakone | männlich    | weiblich    | Pfarreien |
| ---- | ----------- | ----------- | ----------- | ---------- | ------------------ | ---------------- | ---------------------- | ---------------- | ----------- | ----------- | --------- |
| 1950 | 48.208      | 823.672     | 5,9         | 25         | 1                  | 24               | 1.928                  |                  |             | 10          | 12        |
| 1970 | 146.062     | 1.697.053   | 8,6         | 34         | 11                 | 23               | 4.295                  |                  | 23          | 32          | 24        |
| 1980 | 227.355     | 1.814.000   | 12,5        | 55         | 28                 | 27               | 4.133                  |                  | 27          | 24          | 24        |
| 1990 | 284.819     | 2.291.000   | 12,4        | 89         | 66                 | 23               | 3.200                  |                  | 37          | 81          | 34        |
| 1999 | 200.000     | 2.089.683   | 9,6         | 54         | 39                 | 15               | 3.703                  |                  | 17          | 65          | 19        |
| 2000 | 200.000     | 2.000.000   | 10,0        | 60         | 46                 | 14               | 3.333                  |                  | 16          | 72          | 19        |
| 2001 | 150.000     | 2.089.683   | 7,2         | 69         | 56                 | 13               | 2.173                  |                  | 16          | 67          | 29        |
| 2002 | 200.000     | 2.000.000   | 10,0        | 50         | 36                 | 14               | 4.000                  | 1                | 18          | 58          | 34        |
| 2003 | 350.000     | 1.600.000   | 21,9        | 49         | 37                 | 12               | 7.142                  | 1                | 16          | 62          | 34        |
| 2004 | 350.000     | 1.544.260   | 22,7        | 77         | 59                 | 18               | 4.545                  |                  | 22          | 58          | 34        |